# 2493 Elmer
A 2493 Elmer (ideiglenes jelöléssel 1978 XC) a Naprendszer kisbolygóövében található aszteroida. A Harvard Obszervatórium fedezte fel 1978. december 1-én.